# Antiochos V

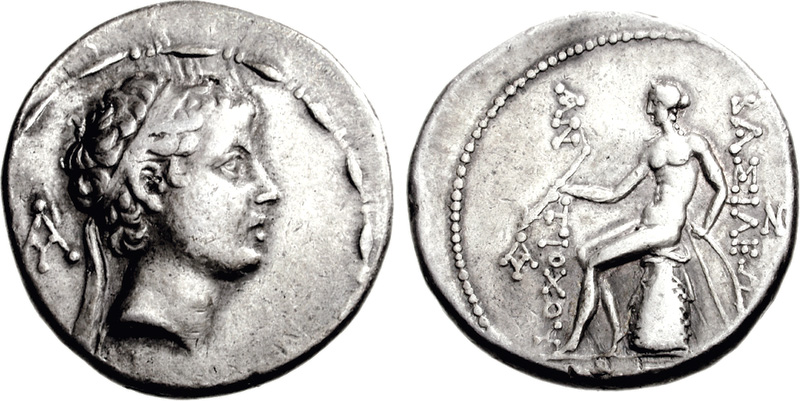
Mynt med bild av Antiochos V

Antiokos V eller Antiokos V Eupator, ca 173–162 f.Kr., var kung i seleukidriket mellan 164 och 162 f.Kr..